# Zacharias Grape (der Ältere)
Zacharias Grape (der Ältere) (* 1637 in Teterow; † 12. August 1679 in Rostock) war ein deutscher lutherischer Theologe. Er wirkte als Professor der Logik sowie der Physik und Metaphysik an der Universität Rostock.

## Ausbildung und Studium
Zacharias Grape war der Sohn des gleichnamigen Teterower Bürgermeisters. Dieser ließ seinen Sohn bereits 1645 an der Universität Rostock einschreiben. Tatsächlich besuchte Zacharias Grape zunächst ab 1649 die Schule in Güstrow und ab 1653 das Pädagogium in Stettin.
Das Studium, das er in Rostock, Leipzig und Wittenberg absolvierte, nahm er 1656 auf. In Wittenberg wurde Grape zum Magister promoviert, wann genau ist nicht bekannt.

## Akademische Laufbahn
Ab 1664 war Grape als Dozent an der Universität Rostock tätig. Bereits 1666 wurde er von Herzog Christian Ludwig I. zum ordentlichen Professor der Logik ernannt und folgte damit auf Matthias Wasmuth. Im Mai 1667 erhielt Grape an der Universität Greifswald das Lizenziat der Theologie und hielt dann auch Vorlesungen an der Theologischen Fakultät der Universität Rostock.
Ab 1671 war Grape Pastor an St. Katharinen, ab 1675 an St. Petri in Rostock. Dazwischen, nämlich 1672, wurde Grape vom Rat der Stadt Rostock zum Professor der Physik und Metaphysik ernannt. Sein Vorgänger in diesem Amt war Hermann Becker. Die herzogliche Professur für Logik legte er im selben Jahr nieder, Grapes Nachfolge trat Franz Wolff an.
Ab 1677 bekleidete Grape auch das Amt des Superintendenten des mecklenburgischen Kirchenkreises in Wismar und war gleichzeitig Mitglied im herzoglichen Konsistorium. Zwei Jahre später, 1679, sollte Grape die herzogliche Professur für Theologie erhalten, wurde in Greifswald auch im Mai des Jahres zum Dr. theol. promoviert, starb aber am 12. August 1679 in Rostock, ohne in diesem Amt wirken zu können.

## Familie
Grape war seit 1667 mit Margarethe König, geb. Rhau, Witwe des verstorbenen Rostocker Theologieprofessors Johann Friedrich König und Tochter des Balthasar Rhaw (II.), verheiratet. Sein Sohn Zacharias Grape (1671–1713), genannt der Jüngere, war Professor der Theologie an der Universität Rostock.